# Briggs Manufacturing Company

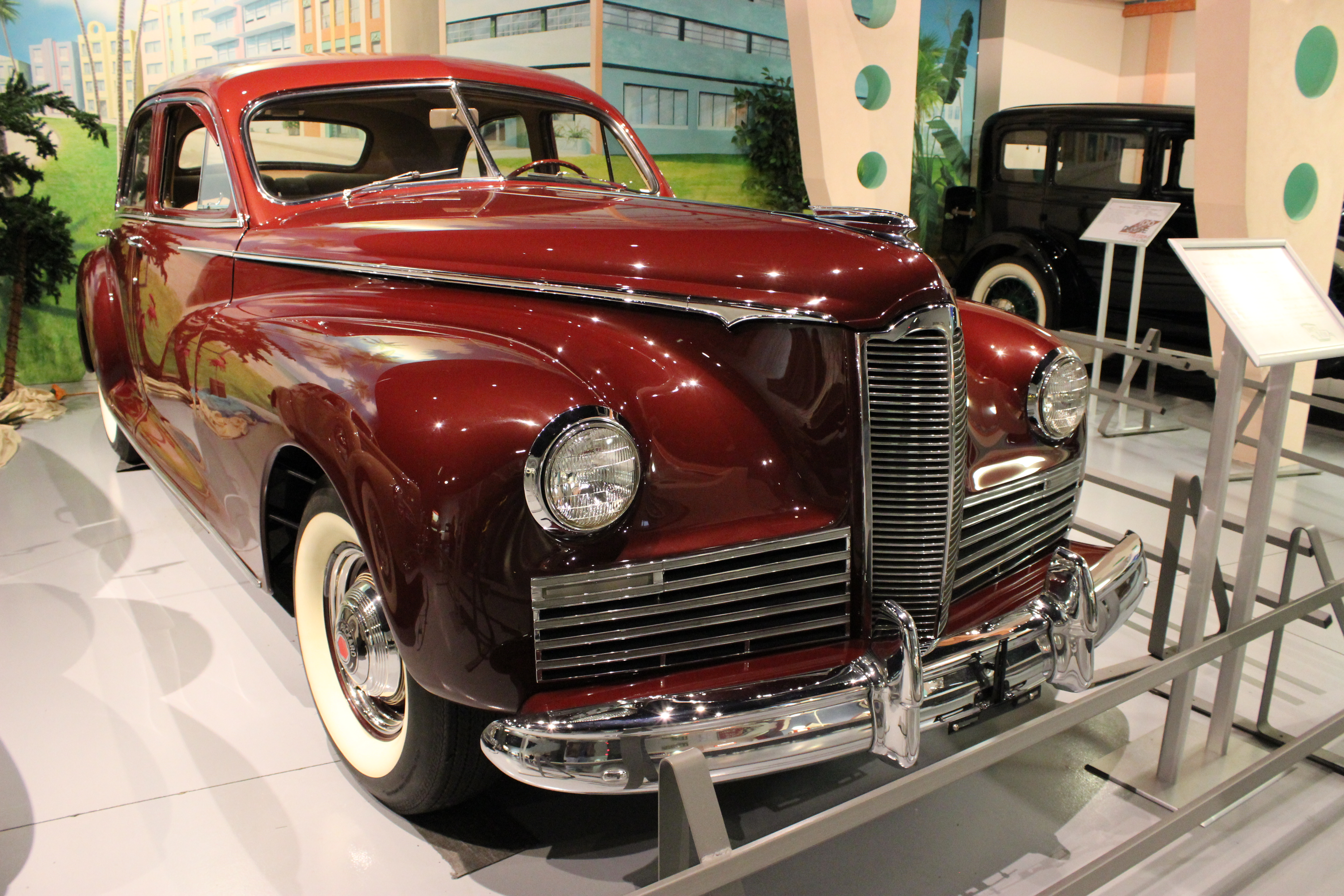
Packard Clipper mit Karosserie von Briggs

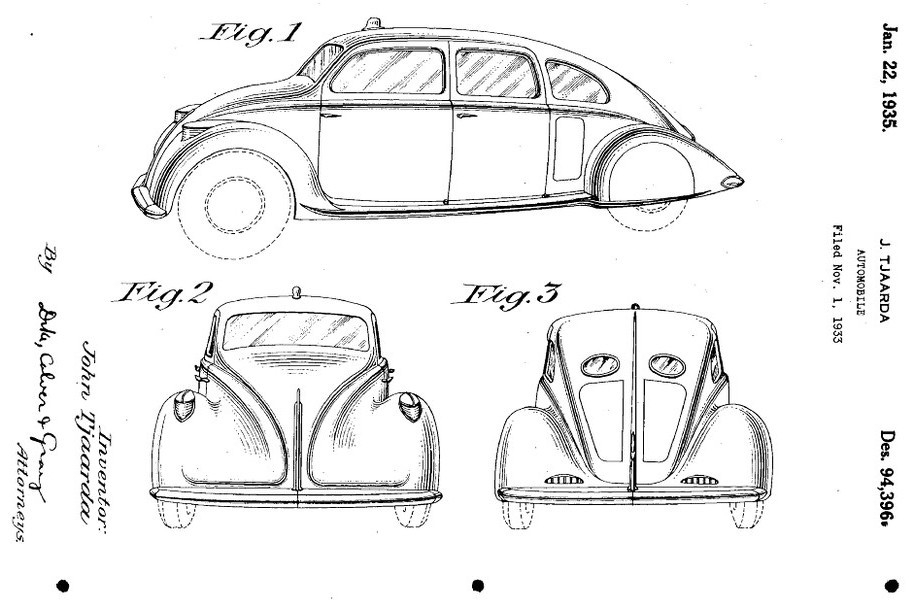
Zeichnungen von John Tjaarda für Briggs

Briggs Manufacturing Company war ein US-amerikanisches Karosseriebauunternehmen.

## Unternehmensgeschichte
Walter Owen Briggs übernahm 1909 den Kutschen- und Karosseriehersteller B. F. Everitt Company für 50.000 US-Dollar. Er organisierte den Betrieb neu und firmierte ihn um. Der Sitz war in Detroit in Michigan. Im selben Jahr begann die Produktion von Polsterstoffen für Abbott, Chalmers Motor Car Company, Everitt-Metzger-Flanders Company, Ford und Paige-Detroit Motor Car Company. 1910 erteilt Ford einen großen Auftrag über 10.000 Inneneinrichtungen für das Ford Modell T. 1917 wurde die Sterling Auto Top Company übernommen, später noch Detroit Curled Hair und Murphy Chair Company.
Ab 1922 entstanden geschlossene Karosserien für Automobile der Marke Essex. Die Besonderheit war, dass die Fahrzeuge nur wenig teurer waren als die damals üblichen offenen Tourenwagen. Innerhalb von drei Jahren konnte der Preis sogar auf das Niveau des Tourenwagen gesenkt werden. Der erhöhte Bedarf an Metall führte 1923 zum Kauf der Michigan Stamping Company. 1924 wandelte er die Firma in eine Corporation um. 1925 entstanden 500.000 Karosserien. Im Mai 1925 wurde die American Auto Trimming Company von deren Muttergesellschaft Gotfredson Truck Corporation übernommen. Im selben Jahr wurde ein weiteres Werk erworben. Ab Dezember 1925 wurden Karosserien für die Marke Whippet von Willys-Overland hergestellt.
Walter O. Briggs machte 1926 John H. French zum neuen Präsidenten, während er den Posten eines Vorsitzenden innehatte. Ab 1927 gab es eine Zusammenarbeit mit LeBaron. Weiterhin wurde sehr viel für Ford produziert.
John Tjaarda war ab 1932 beschäftigt. Er entwarf das Briggs Dream Car. 1933 waren mehr als 10.000 Mitarbeiter beschäftigt. Ihr Gehalt betrug nur ein Bruchteil dessen, was Ford-Arbeiter verdienten. Als sie streikten, bekamen Ford, Hudson Motor Car Co. und Chrysler keine Karosserien mehr. Zum Ende der 1930er Jahre sank die Zahl der Karosserien für Ford, während mehr für Chrysler gefertigt wurde.
Während des Zweiten Weltkriegs wurden Produkte aus Stahl und Aluminium im Gesamtwert von mehr als 1 Milliarde Dollar an die United States Army geliefert. Die höchste Mitarbeiterzahl betrug zu dieser Zeit 31.000 Personen.
Walter O. Briggs starb am 17. Januar 1952. Sein Sohn übernahm im selben Jahr den Vorsitz; sein Schwiegersohn W. Dean Robinson blieb Präsident. Am 29. Dezember 1953 übernahm Chrysler das Unternehmen für 35 Millionen Dollar.

## Briggs in Großbritannien
1930 gründete Briggs in Großbritannien ein Tochterunternehmen, das als Briggs Motor Bodies firmierte. Der Betrieb war eng mit Ford of Britain verbunden. Das britische Briggs-Werk lag unmittelbar neben Fords 1931 eröffneter Fabrik im Londoner Stadtbezirk Dagenham. Anders als in Großbritannien seinerzeit üblich, war die Fertigung bei Briggs stark industrialisiert und standardisiert. Briggs Motor Bodies baute von 1931 bis 1953 exklusiv alle Standardkarosserien für Ford. Die jährliche Produktion erreichte vor dem Ausbruch des Zweiten Weltkriegs regelmäßig mittlere fünfstellige Werte. In deutlich kleinerem Umfang baute Briggs außerdem Aufbauten für Jowett, Riley und Standard. Nach dem Tod von Walter Briggs wurde das britische Tochterunternehmen von Ford übernommen; ein einzelnes Werk ging an Fisher and Ludlow und damit an die British Motor Corporation.